# Reeperbahn
Reeperbahn je ulice v Sankt Pauli, městské části Hamburku, proslavená jako centrum nočního života.
Název ulice pochází od výrobců lodních lan, kteří zde původně sídlili. Lokalita za městskou bránou Millerntor přitahovala různé pochybné existence. Ve dvacátém století zde vzniklo množství restaurací, zábavních podniků a sexshopů, které vynesly ulici označení die sündige Meile (hříšná míle). V některých částech Reeperbahnu je povolena prostituce.
V klubech na Reeperbahnu začínali svoji kariéru v roce 1960 The Beatles.
Hans Albers, který nazpíval populární píseň Auf der Reeperbahn nachts halb eins, má na ulici sochu.

## Externí odkazy

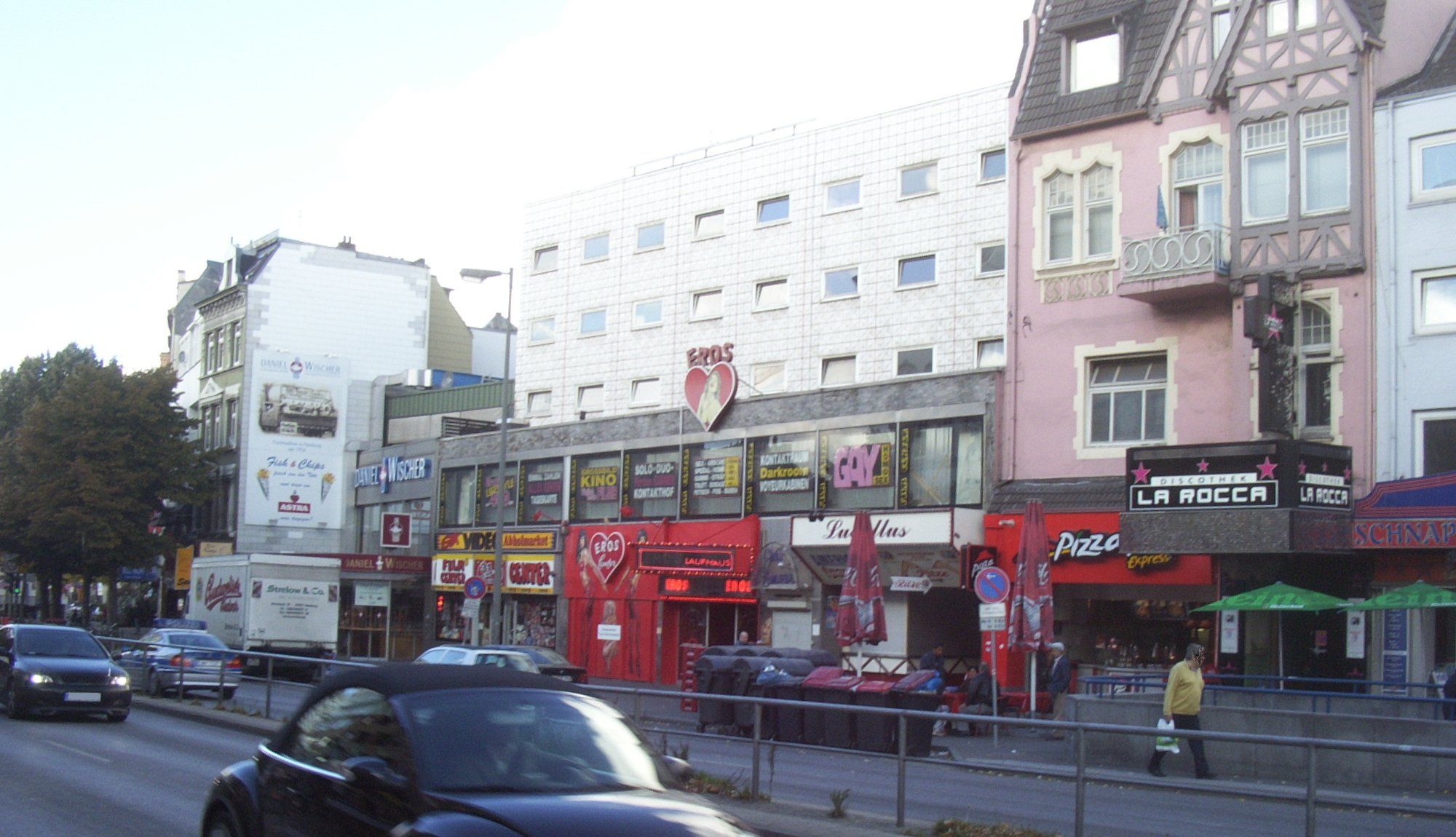
Reeperbahn ve dne